# Lenguas de Argentina

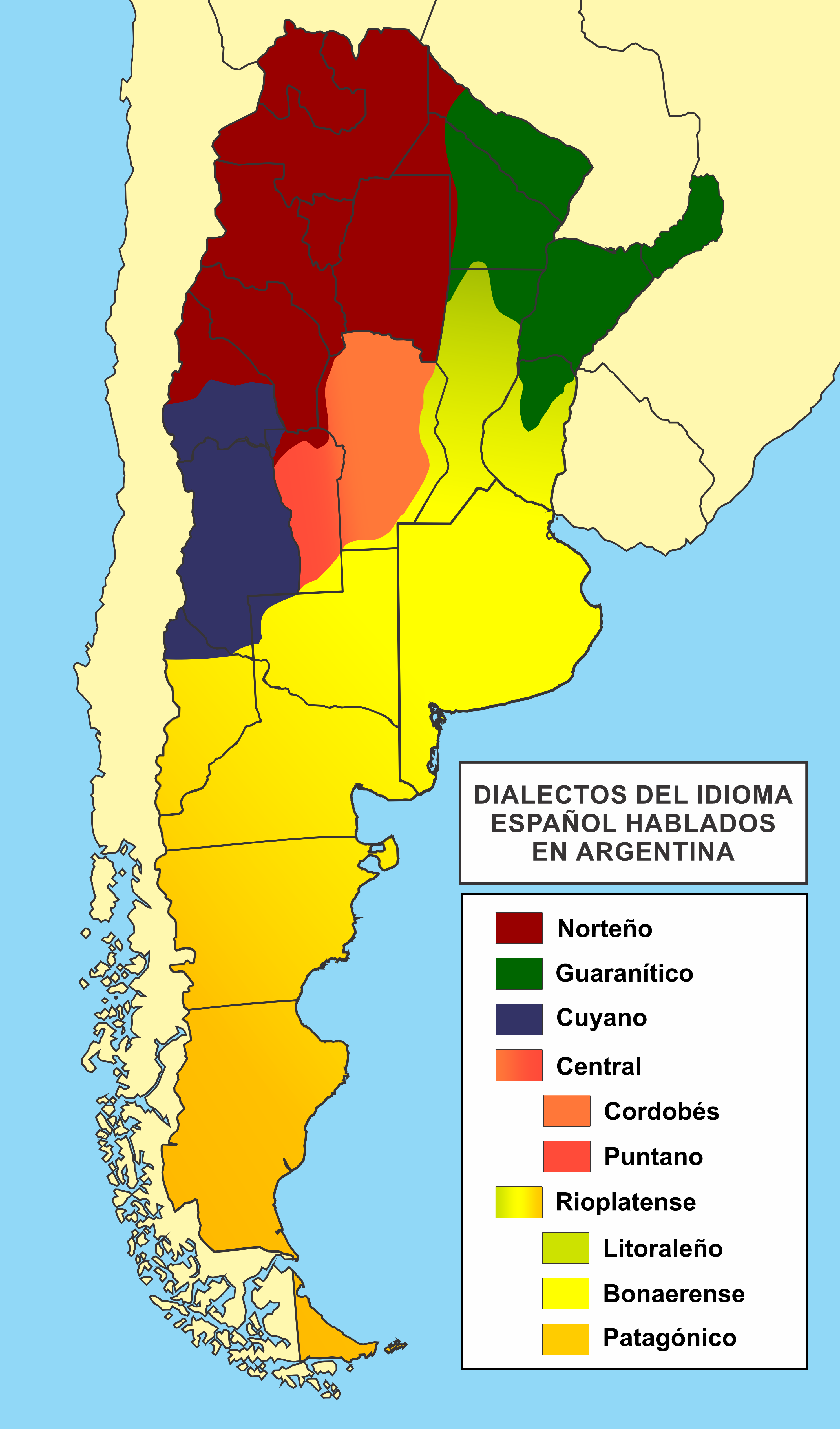
Dialectos del idioma español hablados en Argentina según Berta Elena Vidal de Battini.

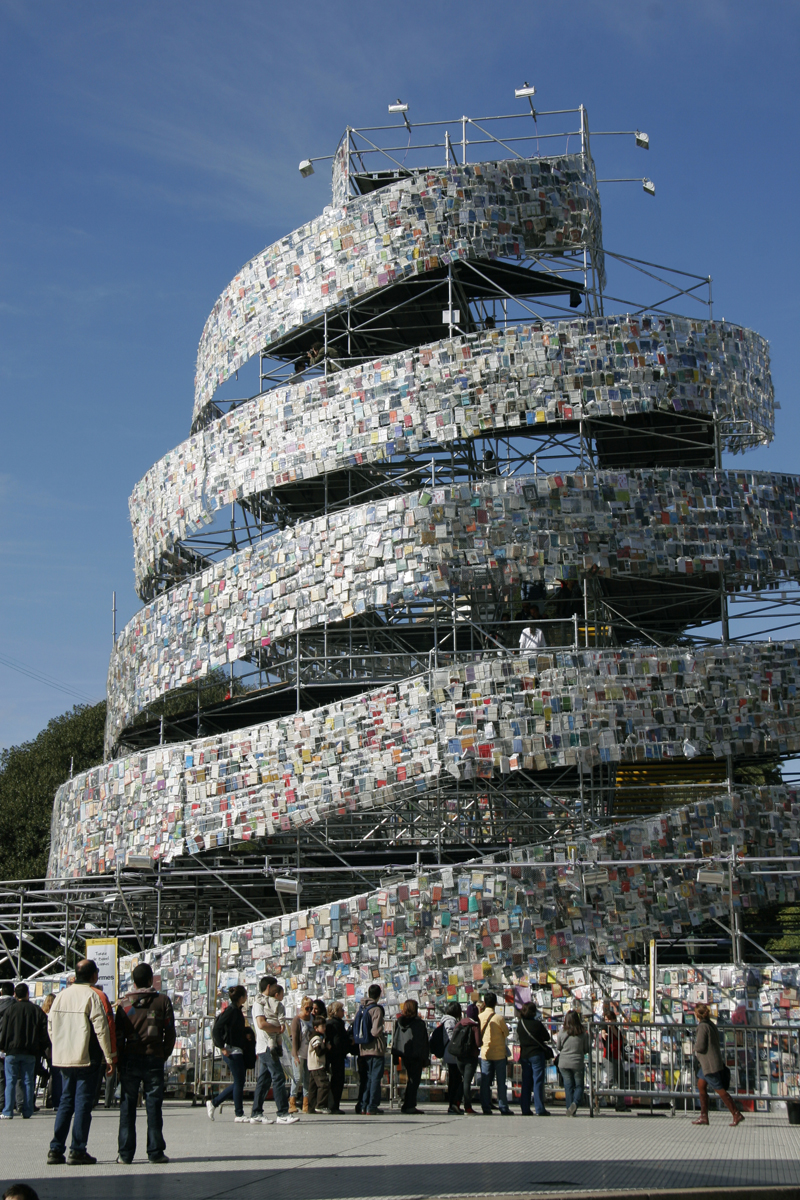
La Torre de Babel de Libros, una obra de Marta Minujín

Las lenguas de Argentina comprenden tanto el castellano como las lenguas autóctonas históricamente habladas por pueblos indígenas, o las lenguas alóctonas habladas de manera estable y por generaciones por comunidades de migrantes y sus descendientes, que las han conservado o usaron durante períodos históricos prolongados.
Actualmente, el castellano es la lengua predominante, entendido y hablado como primera o segunda lengua por casi toda la población de la Argentina, que según el censo de 2022 llega a 45.89 millones de habitantes. Es el único idioma de uso en la administración pública a nivel nacional. De todos los países del mundo donde el español o castellano tiene estatus predominante, la Argentina es el de mayor extensión territorial. La amplitud del país, la existencia de distintos sustratos lingüísticos producidos por la variedad de lenguas amerindias y las diferentes aportaciones de las lenguas vernáculas de los inmigrantes europeos de finales del siglo XIX y comienzos del XX, han dado lugar a varias modalidades dialectales diferentes.
El inglés es la segunda lengua más conocida en el país, y su enseñanza es obligatoria desde la escuela primaria en varias provincias. Argentina es el único país latinoamericano calificado como país de «alta aptitud» en el inglés, ubicándose en el puesto 28 a nivel mundial y primero de Iberoamérica, según un informe del Índice de Aptitud en Inglés (EF EPI, 2024).
El guaraní y el quechua tienen más de un millón de hablantes en el Norte Grande. El idioma guaraní especialmente en el interior de la provincia de Corrientes, que en 2004 declaró su cooficialidad para la enseñanza y los actos de gobierno, aunque la ley no se encuentra reglamentada. Por su parte, el quechua cuenta con un elevado número de hablantes en la provincia de Santiago del Estero, donde se utiliza un dialecto muy diferenciado denominado quichua y también en zonas de la provincia de Jujuy, donde se usa una variedad de este idioma más similar a la que se habla en el suroeste de Bolivia. En la periferia de las grandes aglomeraciones urbanas, producto de constantes migraciones del noreste argentino, del NOA, de Paraguay, Bolivia y Perú, hay hablantes del guaraní, quechua y aimara.
Las lenguas indígenas vivas son el mocoví, pilagá, mataco (o wichí) y toba (qom), del grupo mataco guaycurú, el guaraní que llegó al actual territorio argentino hacia los siglos XIV y XV y luego fue propagado por los misioneros europeos jesuitas como lengua vehicular entre diversas etnias del Noreste y el Litoral y el quechua (junto con el aimara) que llegaron con la expansión de los estados andinos, en especial tras la conquista inca en el siglo XV y fueron usados como lengua vehicular para la catequesis en Cuyo y el Noroeste a partir de la Conquista española en el siglo XVI. La provincia del Chaco estableció en la Ley 6.604 de 2010 (reglamentada por Decreto 257/2010) la cooficialidad de los idiomas qom, wichí y mocoví.
El mapudungun, lengua de los mapuches, también se considera vernácula pues hay testimonios etnohistóricos de su presencia al este de la cordillera de los Andes desde el siglo XV. Hoy cuenta con hablantes en las provincias de la Patagonia, reflejando la larga y fuerte influencia de los mapuches, o araucanización, sobre los nativos argentinos de las áreas patagónicas y la llanura pampeana.
Otra lengua nativa es la lengua de señas argentina (LSA), lengua señalada por las comunidades sordas que surge claramente a partir de 1885 e influencia a muchas otras lenguas de señas de países limítrofes.
Diversas comunidades de inmigrantes e hijos de inmigrantes todavía mantienen las lenguas de su región de origen, aunque este uso se pierde a medida que avanzan las generaciones. Entre las lenguas no vernáculas están el italiano (incluyendo las lenguas regionales de Italia y los dialectos del italiano), el alemán (incluyendo el dialecto alemán del Volga y el plautdietsch), el árabe, el francés, el portugués, el ruso, el afrikáans, el euskera, el gallego, el catalán, el asturiano, el ídish, el ladino y el hebreo en las comunidades judías argentinas, el galés en Chubut, el polaco, el chino mandarín (principalmente de los dialectos de Fujian y de Taiwán), coreano, japonés (en su mayoría hablantes de okinawense), rumano, occitano, lituano, letón, estonio, ucraniano, bielorruso, croata, esloveno, checo, eslovaco, finés, sueco, danés, noruego, islandés, irlandés, neerlandés, húngaro, serbio, bosnio, albanés, griego, macedonio, búlgaro, turco, armenio y romaní vlax. Muchas de ellas son utilizadas cotidianamente en el ámbito comunitario y familiar, en algunos casos como lengua materna, y suelen ser utilizados en obras literarias y dramáticas, en los medios de comunicación y a veces también en la enseñanza escolar. En el caso de la colonia galesa del Chubut, llamada Y Wladfa, la población desarrolló una variedad propia del idioma llamada galés patagónico, que se habla comunitariamente y se enseña en escuelas bilingües, con apoyo oficial del gobierno provincial.

## Lengua oficial
La República Argentina no ha establecido por norma legal ningún idioma oficial; con todo, el idioma castellano es el utilizado (desde la fundación del Estado argentino) por la administración de la república y en el que se imparte la educación en todos los establecimientos públicos, hasta tal punto que en los niveles básico y secundario existe como asignatura obligatoria la de la lengua castellana (asignatura llamada «Lengua» o «Prácticas del Lenguaje»). Tal obligatoriedad es una imposición que ha resultado en un factor de cohesión social entre los millones de habitantes de Argentina. Existe una Academia Argentina de Letras, fundada en 1931, que desde 1952 colabora regularmente con la Real Academia Española para el registro de las variantes locales.
Aunque la Constitución Nacional establece como competencia del Congreso Nacional «reconocer la preexistencia étnica y cultural de los pueblos indígenas argentinos», a éstos aún no se les ha reconocido la oficialidad de sus lenguas nativas, excepto en las provincias de Chaco y Corrientes.
El idioma castellano en Argentina se presenta principalmente a través del dialecto rioplatense. También existen otros dialectos como el dialecto cuyano y el dialecto cordobés. En el noroeste del país se habla un español con grandes influencias del español andino y en el nordeste argentino el español de esta región tiene grandes influencias del español paraguayo.

### Dialectos
Para Francisco Moreno Fernández, todos los dialectos y variantes del español en la Argentina se engloban dentro de un macrodialecto que él denomina "español austral", que también abarca las hablas del castellano en Uruguay y Paraguay.[cita requerida]
El dialecto rioplatense es el dialecto de prestigio en todo el territorio y el más reconocido como variante argentina fuera del país; está fuertemente influido por el italiano y presenta la particularidad de ser voseante incluso en los registros más formales de la lengua.[cita requerida]
La región patagónica ―poblada mayoritariamente por inmigrantes provenientes de la región central del país― adoptó también el uso de esta variante, con ligeras variantes fonológicas, probablemente por influjo de la inmigración chilena del siglo XX.
En el noroeste del país, por un lado y en el nordeste argentino, por otro, la influencia del cacán, del quechua y del guaraní, respectivamente, ha dado origen a dialectos algo distintos, que a su vez presentan variaciones subdialectales regionales. El fonema vibrante alveolar múltiple /r/ se asibila pronunciándose como una fricativa retrofleja [ʐ], de manera similar al español andino.[cita requerida]
En las provincias de San Juan, Mendoza y, en menor proporción, en las provincias de San Luis y La Rioja, se da la intersección entre vestigios del español chileno y el rioplatense, presentándose modismos y una pronunciación similar a la chilena, donde se pronuncia «ll» e «y» como [ʝ].
Cuyo, por su antigua dependencia y vecindad geográfica con Chile, posee un limitado número de voces que señala esos contactos; también se incorporaron voces mapuches en el caudal de los chilenismos. Hay zonas de Cuyo que denotan mayor cercanía a Chile (Malargüe, Calingasta), otras más influidas desde el Río de la Plata, sea en la entonación o en algunas pronunciaciones. Esta influencia se remonta al lunfardo porteño, que cabalgando en el flujo cultural rioplatense, asentó en la sociedad cuyana improntas más seguras, desde las clases altas (por los estudiantes y el tango) y que luego se perpetra hasta hoy con los medios de comunicación. Son manifestaciones que integran los capítulos de una dialectología regional, pero de ninguna manera la gramática.
En el noroeste argentino, el español andino se fusiona con el dialecto de rioplatense. La provincia de Córdoba y en especial su capital provincial, posee una curva de la entonación singular, distintiva a primera oída.[cita requerida]
Otros rasgos significativos del español hablado en la Argentina, aparte de los lexicales (en los que abundan italianismos, quechuismos, guaranismos y araucanismos), son el yeísmo con rehilamiento y el uso de vocablos del guaraní como en la expresión che. El yeísmo, pronunciación de la ll y de la y como una fricativa postalveolar sonora [ʒ], muy extendido en el habla culta, con la excepción más notable del nordeste argentino. Y, desde la década de 1980, en el dialecto rioplatense cada vez más se realiza como una fricativa postalveolar sorda [ʃ], sobre todo en el habla informal y de hablantes jóvenes.[cita requerida]
En algunas zonas limítrofes con el Brasil, es habitual el uso del portuñol, hibridación del español de la Argentina con el portugués de Brasil, dado sobre todo en la provincia de Misiones y en menor medida en Corrientes y Entre Ríos.[cita requerida]
Algunas jergas se han extendido tanto que han merecido tratamientos especiales, como el lunfardo y el rosarigasino. El primero se halla muy difundido por su uso en las letras del tango, pero ha perdido buena parte de su influencia en el habla corriente, por el cambio generacional.[cita requerida]

### Lenguas más o menos oficiales en Argentina
- Español
- Lengua de señas argentina
- Lenguas indígenas:
  - Mapuche
  - Quechua (Cuzco-Collao norte de Argentina)
  - Guaraní (El guaraní se habla en las provincias del noreste, fronterizas con Paraguay, como Corrientes, Misiones, Chaco, Formosa, Entre Ríos[8][9] También en la Ciudad Autónoma de Buenos Aires y la Provincia de Buenos Aires hay un buen número de guaraní-hablantes, donde los dialectos del idioma guaraní argentinos son hablados o conocidos por cerca de un millón de personas, incluyendo a los inmigrantes paraguayos que hablan el guaraní paraguayo o el jopará (2005).[10] En la provincia de Corrientes, en donde se habla el dialecto guaraní argentino, se decretó en 2004 la cooficialidad de la lengua guaraní y su uso obligatorio en la enseñanza y gobierno.  Además, la constitución provincial también posee su versión en idioma guaraní, hecha en 2007. En 2015, el Poder Judicial de la provincia argentina de Formosa anunció que publicará la Ley de Violencia Familiar provincial en idiomas qom y guaraní. )
  - Toba (Oficial en Provincia del Chaco. En 2010, la provincia del Chaco en Argentina designó el toba como idioma cooficial con el español y los idiomas originarios moqoít y wichí.[11])
  - Mataco o wichí (Oficial en Provincia del Chaco. Es uno de los idiomas oficiales de la provincia del Chaco en Argentina.)
  - En vías de extinción:
    - Moqoít (Oficial en Provincia del Chaco)
    - Mocoví (Hablada en Argentina por el pueblo mocoví, que habita en localidades del centro y norte de la provincia de Santa Fe y en la zona sur de la provincia del Chaco.[12])
    - Pilagá (Hablada en la Provincia de Formosa)
    - Chorote iyo'wujwa (casi totalmente extinta en Argentina, actualmente esta lengua se habla en Departamento de Boquerón-Paraguay)
    - Tapiete (Es hablado por una comunidad de 100 habitantes de una aldea cercana a Tartagal, provincia de Salta.[13] La mayoría de los hablantes también utiliza el guaraní paraguayo y el idioma español.)
    - Nivaclé o chulupí (Hablada en la Provincia de Formosa)

## Clasificación
Las lenguas indoeuropeas de Argentina habladas por comunidades estables pertenecen a cuatro ramas: romance (español, italiano, gallego y portugués), germánico occidental (alemán, idish y plautdietsch), celta britónico (galés) e indoario central (romaní).
Las lenguas indígenas de Argentina por otra parte son más diversas y pertenecen a diferentes familias lingüísticas entre ellas:
| Clasificación de las lenguas indígenas de Argentina | |                      |                              |                        |
| Familia | Familia | Grupos               | Lengua                       | Territorio             |
| Lenguas aimaras — Familia de dos lenguas de los Andes Centrales que ha estado largo tiempo en contacto con las lenguas quechuas y se han influido mutuamente de forma intensa. En las últimas décadas han migrado más hablantes de aimara desde países vecinos. | |                      |                              |                        |
| Aimara | Jujuy |                      |                              |                        |
| Lenguas arahuacas — Una de las mayores familias de lenguas de América del Sur, se extiende por gran parte del subcontinente. Los chanés o isoceños ya no hablan el idioma chané, sino una lengua tupí-guaraní o castellano. | Lenguas arahuacas — Una de las mayores familias de lenguas de América del Sur, se extiende por gran parte del subcontinente. Los chanés o isoceños ya no hablan el idioma chané, sino una lengua tupí-guaraní o castellano. | Paraná-Mamoré        | Chané (†)                    | Región chaqueña        |
| Lenguas charrúas — Lenguas mal documentadas y de clasificación difícil. Se creían extintas desde hace más de un siglo, pero en 2005 apareció el último semihablante de chaná. | |                      |                              |                        |
| Chaná | Región pampeana |                      |                              |                        |
| Charrúa (†) | Región pampeana |                      |                              |                        |
| Lenguas chon — Familia de lenguas de la Patagonia y Tierra del Fuego. De las cuatro lenguas chon que se conocen con seguridad solo queda menos de 10 hablantes de tehuelche. Es posible que estos idiomas estén relacionados de lejos con el puelche o gününa yajüch y con el querandí. | Lenguas chon — Familia de lenguas de la Patagonia y Tierra del Fuego. De las cuatro lenguas chon que se conocen con seguridad solo queda menos de 10 hablantes de tehuelche. Es posible que estos idiomas estén relacionados de lejos con el puelche o gününa yajüch y con el querandí. | Continental          | Teushen (†)                  | Patagonia              |
| Lenguas chon — Familia de lenguas de la Patagonia y Tierra del Fuego. De las cuatro lenguas chon que se conocen con seguridad solo queda menos de 10 hablantes de tehuelche. Es posible que estos idiomas estén relacionados de lejos con el puelche o gününa yajüch y con el querandí. | Lenguas chon — Familia de lenguas de la Patagonia y Tierra del Fuego. De las cuatro lenguas chon que se conocen con seguridad solo queda menos de 10 hablantes de tehuelche. Es posible que estos idiomas estén relacionados de lejos con el puelche o gününa yajüch y con el querandí. | Continental          | Tehuelche (†)                | Patagonia              |
| Lenguas chon — Familia de lenguas de la Patagonia y Tierra del Fuego. De las cuatro lenguas chon que se conocen con seguridad solo queda menos de 10 hablantes de tehuelche. Es posible que estos idiomas estén relacionados de lejos con el puelche o gününa yajüch y con el querandí. | Lenguas chon — Familia de lenguas de la Patagonia y Tierra del Fuego. De las cuatro lenguas chon que se conocen con seguridad solo queda menos de 10 hablantes de tehuelche. Es posible que estos idiomas estén relacionados de lejos con el puelche o gününa yajüch y con el querandí. | Insular              | Haush (†)                    | Tierra del Fuego       |
| Lenguas chon — Familia de lenguas de la Patagonia y Tierra del Fuego. De las cuatro lenguas chon que se conocen con seguridad solo queda menos de 10 hablantes de tehuelche. Es posible que estos idiomas estén relacionados de lejos con el puelche o gününa yajüch y con el querandí. | Lenguas chon — Familia de lenguas de la Patagonia y Tierra del Fuego. De las cuatro lenguas chon que se conocen con seguridad solo queda menos de 10 hablantes de tehuelche. Es posible que estos idiomas estén relacionados de lejos con el puelche o gününa yajüch y con el querandí. | Insular              | Selknam (†)                  | Tierra del Fuego       |
| Lenguas huarpes — Una pequeña familia de lenguas o dos dialectos de una lengua aislada, se extinguieron a mediados del siglo XVIII. | |                      |                              |                        |
| Allentiac (†) | Norte de Cuyo |                      |                              |                        |
| Millcayac (†) | Sur de Cuyo |                      |                              |                        |
| Lenguas lule-vilela — El vilela está en peligro inminente de extinción y el lule o tonocoté se extinguió en el siglo XVIII. La relación entre ambas lenguas no es unánimemente aceptada y quienes la niegan atribuyen las semejanzas que existen al contacto entre los dos idiomas. | |                      |                              |                        |
| Lule o tonocoté (†) | Región chaqueña |                      |                              |                        |
| Vilela | Chaco y Santiago del Estero |                      |                              |                        |
| Lenguas mataco-guaicurú — Son dos grupos de lenguas del Chaco que se hablan en Argentina, Bolivia, Brasil y Paraguay. Es la familia con más representantes en Argentina. | Lenguas mataco-guaicurú — Son dos grupos de lenguas del Chaco que se hablan en Argentina, Bolivia, Brasil y Paraguay. Es la familia con más representantes en Argentina. | Mataco o mataguayo   | Chorote                      | Formosa                |
| Lenguas mataco-guaicurú — Son dos grupos de lenguas del Chaco que se hablan en Argentina, Bolivia, Brasil y Paraguay. Es la familia con más representantes en Argentina. | Lenguas mataco-guaicurú — Son dos grupos de lenguas del Chaco que se hablan en Argentina, Bolivia, Brasil y Paraguay. Es la familia con más representantes en Argentina. | Mataco o mataguayo   | Maká                         | Formosa                |
| Lenguas mataco-guaicurú — Son dos grupos de lenguas del Chaco que se hablan en Argentina, Bolivia, Brasil y Paraguay. Es la familia con más representantes en Argentina. | Lenguas mataco-guaicurú — Son dos grupos de lenguas del Chaco que se hablan en Argentina, Bolivia, Brasil y Paraguay. Es la familia con más representantes en Argentina. | Mataco o mataguayo   | Nivaclé                      | Formosa                |
| Lenguas mataco-guaicurú — Son dos grupos de lenguas del Chaco que se hablan en Argentina, Bolivia, Brasil y Paraguay. Es la familia con más representantes en Argentina. | Lenguas mataco-guaicurú — Son dos grupos de lenguas del Chaco que se hablan en Argentina, Bolivia, Brasil y Paraguay. Es la familia con más representantes en Argentina. | Mataco o mataguayo   | Wichí                        | Chaco, Formosa y Salta |
| Lenguas mataco-guaicurú — Son dos grupos de lenguas del Chaco que se hablan en Argentina, Bolivia, Brasil y Paraguay. Es la familia con más representantes en Argentina. | Lenguas mataco-guaicurú — Son dos grupos de lenguas del Chaco que se hablan en Argentina, Bolivia, Brasil y Paraguay. Es la familia con más representantes en Argentina. | Guaicurú             | Abipón (†)                   | Región chaqueña        |
| Lenguas mataco-guaicurú — Son dos grupos de lenguas del Chaco que se hablan en Argentina, Bolivia, Brasil y Paraguay. Es la familia con más representantes en Argentina. | Lenguas mataco-guaicurú — Son dos grupos de lenguas del Chaco que se hablan en Argentina, Bolivia, Brasil y Paraguay. Es la familia con más representantes en Argentina. | Guaicurú             | Mocoví                       | Chaco y Santa Fe       |
| Lenguas mataco-guaicurú — Son dos grupos de lenguas del Chaco que se hablan en Argentina, Bolivia, Brasil y Paraguay. Es la familia con más representantes en Argentina. | Lenguas mataco-guaicurú — Son dos grupos de lenguas del Chaco que se hablan en Argentina, Bolivia, Brasil y Paraguay. Es la familia con más representantes en Argentina. | Guaicurú             | Pilagá                       | Chaco y Formosa        |
| Lenguas mataco-guaicurú — Son dos grupos de lenguas del Chaco que se hablan en Argentina, Bolivia, Brasil y Paraguay. Es la familia con más representantes en Argentina. | Lenguas mataco-guaicurú — Son dos grupos de lenguas del Chaco que se hablan en Argentina, Bolivia, Brasil y Paraguay. Es la familia con más representantes en Argentina. | Guaicurú             | Toba o Qom                   | Chaco y Formosa        |
| Lenguas mataco-guaicurú — Son dos grupos de lenguas del Chaco que se hablan en Argentina, Bolivia, Brasil y Paraguay. Es la familia con más representantes en Argentina. | Lenguas mataco-guaicurú — Son dos grupos de lenguas del Chaco que se hablan en Argentina, Bolivia, Brasil y Paraguay. Es la familia con más representantes en Argentina. | Guaicurú             | Guachí                       |                        |
| Lenguas mataco-guaicurú — Son dos grupos de lenguas del Chaco que se hablan en Argentina, Bolivia, Brasil y Paraguay. Es la familia con más representantes en Argentina. | Lenguas mataco-guaicurú — Son dos grupos de lenguas del Chaco que se hablan en Argentina, Bolivia, Brasil y Paraguay. Es la familia con más representantes en Argentina. | Guaicurú             | Payagua                      |                        |
| Lenguas quechuas — Lenguas de los Andes Centrales que han estado en prolongado contacto con las lenguas aimaras y se han influido mutuamente entre sí. Fueron introducidas al actual territorio argentino durante la expansión del imperio inca y la evangelización de los misioneros católicos. La migración reciente desde países vecinos ha incrementado el número de hablantes de quechua sureño. | Lenguas quechuas — Lenguas de los Andes Centrales que han estado en prolongado contacto con las lenguas aimaras y se han influido mutuamente entre sí. Fueron introducidas al actual territorio argentino durante la expansión del imperio inca y la evangelización de los misioneros católicos. La migración reciente desde países vecinos ha incrementado el número de hablantes de quechua sureño. | Quechua II           | Quichua santiagueño          | Santiago del Estero    |
| Lenguas quechuas — Lenguas de los Andes Centrales que han estado en prolongado contacto con las lenguas aimaras y se han influido mutuamente entre sí. Fueron introducidas al actual territorio argentino durante la expansión del imperio inca y la evangelización de los misioneros católicos. La migración reciente desde países vecinos ha incrementado el número de hablantes de quechua sureño. | Lenguas quechuas — Lenguas de los Andes Centrales que han estado en prolongado contacto con las lenguas aimaras y se han influido mutuamente entre sí. Fueron introducidas al actual territorio argentino durante la expansión del imperio inca y la evangelización de los misioneros católicos. La migración reciente desde países vecinos ha incrementado el número de hablantes de quechua sureño. | Quechua II           | Quechua sureño               | Jujuy,Salta y Tucumán  |
| Lenguas tupí — Las lenguas tupíes se hablan principalmente en la cuenca del Amazonas, pero también en el Chaco y zonas vecinas. Dentro del territorio argentino se hablan lenguas del grupo guaraní, algunas proceden de migraciones recientes desde países vecinos. | Lenguas tupí — Las lenguas tupíes se hablan principalmente en la cuenca del Amazonas, pero también en el Chaco y zonas vecinas. Dentro del territorio argentino se hablan lenguas del grupo guaraní, algunas proceden de migraciones recientes desde países vecinos. | Lenguas tupí-guaraní | Chiripá                      | Misiones               |
| Lenguas tupí — Las lenguas tupíes se hablan principalmente en la cuenca del Amazonas, pero también en el Chaco y zonas vecinas. Dentro del territorio argentino se hablan lenguas del grupo guaraní, algunas proceden de migraciones recientes desde países vecinos. | Lenguas tupí — Las lenguas tupíes se hablan principalmente en la cuenca del Amazonas, pero también en el Chaco y zonas vecinas. Dentro del territorio argentino se hablan lenguas del grupo guaraní, algunas proceden de migraciones recientes desde países vecinos. | Lenguas tupí-guaraní | Guaraní correntino           | Corrientes             |
| Lenguas tupí — Las lenguas tupíes se hablan principalmente en la cuenca del Amazonas, pero también en el Chaco y zonas vecinas. Dentro del territorio argentino se hablan lenguas del grupo guaraní, algunas proceden de migraciones recientes desde países vecinos. | Lenguas tupí — Las lenguas tupíes se hablan principalmente en la cuenca del Amazonas, pero también en el Chaco y zonas vecinas. Dentro del territorio argentino se hablan lenguas del grupo guaraní, algunas proceden de migraciones recientes desde países vecinos. | Lenguas tupí-guaraní | Guaraní misionero (†)        | Región chaqueña        |
| Lenguas tupí — Las lenguas tupíes se hablan principalmente en la cuenca del Amazonas, pero también en el Chaco y zonas vecinas. Dentro del territorio argentino se hablan lenguas del grupo guaraní, algunas proceden de migraciones recientes desde países vecinos. | Lenguas tupí — Las lenguas tupíes se hablan principalmente en la cuenca del Amazonas, pero también en el Chaco y zonas vecinas. Dentro del territorio argentino se hablan lenguas del grupo guaraní, algunas proceden de migraciones recientes desde países vecinos. | Lenguas tupí-guaraní | Guaraní occidental argentino | Formosa y Salta        |
| Lenguas tupí — Las lenguas tupíes se hablan principalmente en la cuenca del Amazonas, pero también en el Chaco y zonas vecinas. Dentro del territorio argentino se hablan lenguas del grupo guaraní, algunas proceden de migraciones recientes desde países vecinos. | Lenguas tupí — Las lenguas tupíes se hablan principalmente en la cuenca del Amazonas, pero también en el Chaco y zonas vecinas. Dentro del territorio argentino se hablan lenguas del grupo guaraní, algunas proceden de migraciones recientes desde países vecinos. | Lenguas tupí-guaraní | Kaiwá                        | Misiones               |
| Lenguas tupí — Las lenguas tupíes se hablan principalmente en la cuenca del Amazonas, pero también en el Chaco y zonas vecinas. Dentro del territorio argentino se hablan lenguas del grupo guaraní, algunas proceden de migraciones recientes desde países vecinos. | Lenguas tupí — Las lenguas tupíes se hablan principalmente en la cuenca del Amazonas, pero también en el Chaco y zonas vecinas. Dentro del territorio argentino se hablan lenguas del grupo guaraní, algunas proceden de migraciones recientes desde países vecinos. | Lenguas tupí-guaraní | Mbyá                         | Misiones               |
| Lenguas tupí — Las lenguas tupíes se hablan principalmente en la cuenca del Amazonas, pero también en el Chaco y zonas vecinas. Dentro del territorio argentino se hablan lenguas del grupo guaraní, algunas proceden de migraciones recientes desde países vecinos. | Lenguas tupí — Las lenguas tupíes se hablan principalmente en la cuenca del Amazonas, pero también en el Chaco y zonas vecinas. Dentro del territorio argentino se hablan lenguas del grupo guaraní, algunas proceden de migraciones recientes desde países vecinos. | Lenguas tupí-guaraní | Tapiete                      | Salta                  |
| Lenguas aisladas — Se ha intentado agrupar estas lenguas en familias más amplias, aunque sin resultados concluyentes. Por ejemplo, se ha intentado relacionar el mapudungún con las lenguas mayenses y penutias de América del Norte, y con las lenguas arahuacas, lenguas uru-chipaya y varias otras familias de América del Sur.                                                                    | |                      |                              |                        |
| Kunza (†) | Noroeste |                      |                              |                        |
| Mapudungún | Patagonia |                      |                              |                        |
| Puelche (†) | Patagonia |                      |                              |                        |
| Yagán (1 hablante en Chile) | Archipiélago fueguino |                      |                              |                        |
| Lenguas no clasificadas — Además existe un conjunto de lenguas con documentación muy escasa y referencias a lenguas extintas, que no han podido ser clasificadas por falta de información. | |                      |                              |                        |
| Cacán (†) | Noroeste |                      |                              |                        |
| Comechingón (†) | Sierras Pampeanas |                      |                              |                        |
| Pehuenche antiguo (†) | Patagonia |                      |                              |                        |
| Querandí (†) | Región pampeana |                      |                              |                        |
| Sanavirón (†) | Noroeste y Sierras Pampeanas |                      |                              |                        |

(†): extintos

## Lenguas vivas
Además del español, se registran en Argentina las siguientes lenguas vivas con desarrollo local propio:

### Indoeuropeas
- El lunfardo es una forma dialectal nacida en Buenos Aires, fuertemente influido por las lenguas de los inmigrantes; sobre todo por dialectos procedentes de las distintas regiones italianas; así, «lunfardo» deriva de la palabra lombardo, pero también el portugués, el gallego, el francés, el inglés y el yidis le proveyeron al habla argentina numerosos elementos léxicos y sintácticos, así como la pronunciación típica del español rioplatense. El lunfardo ha ejercido un fuerte influjo en el habla informal de todo el país, sobre todo mediante su uso en las letras de tango y en la poesía porteña.
- El catalán, hablado principalmente en la ciudad bonaerense de San Pedro y, en menor medida, en la ciudad de San Juan, en la provincia de Corrientes y en el Alto Valle de Río Negro, existe en estas regiones desde el siglo XIX. Argentina es el país no europeo con la mayor comunidad catalanoparlante del mundo, conformada por alrededor de doscientos mil hablantes, el 0.45 % de la población argentina.[14] El casal catalán de Buenos Aires es el más antiguo del mundo fuera de Cataluña. En la ciudad de San Pedro aún hay una cantidad considerable de hablantes nativos y hay interés por sus habitantes de aprender la lengua y continuar sus tradiciones.
- El galés, cymraeg, y gymraeg o Welsh, hablado en Chubut: lengua indoeuropea del agrupamiento céltico insular británico, el galés era el segundo lenguaje de unas veinticinco mil personas en 1998[15] (descendientes de inmigrantes galeses de la segunda mitad del siglo XIX) en la provincia del Chubut. Una estimación de 2008 señala que el número de hablantes pudo haber descendido a tan solo unos 5000.[16]
- El plautdietsch o bajo alemán, hablado por colonias menonitas diseminadas sobre todo en La Pampa, aunque también en pequeñas comunidades en otras provincias.
- El portuñol es hablado en las zonas limítrofes con el Brasil. Se trata de un pidgin de español y portugués.
- El alemán, de los alemanes étnicos del río Volga en Rusia, hablado especialmente en las provincias de Santa Fe, Entre Ríos, parte de La Pampa y varios sectores de la provincia de Buenos Aires. Así mismo, conservado entre los descendientes de los inmigrantes venidos directamente de Alemania así como de otros países germanófonos como Suiza o Austria.

- Véase también: Belgranodeutsch, Paraná-Wolga-Deutsch y Alemán suizo de Argentina.

### Lengua de señas
La lengua de señas argentina (LSA) es entendida por alrededor de dos millones de personas sordas de la Argentina, sus instructores, descendientes y otros. Se diferencian variantes regionales, tales como la de Córdoba. En mayo de 2023 se publicó en el Boletín Oficial de la República Argentina la Ley 27.710, mediante la cual la Lengua de Señas Argentina se ha convertido en el primer idioma oficial del país a nivel nacional.

### Lenguas quechuas

El quechua sureño se corresponde con el quechua II-C del mapa.

El quechua sureño: de la familia de lenguas quechuas. Presenta siete variaciones que se enmarcan en su origen geográfico. Aquí se detallan el sudboliviano y la lengua quichua santiagueña:
- El quechua sudboliviano: hablado por habitantes de la puna boliviana residentes en Argentina y sus descendientes. Esta misma variedad se habla en todo Jujuy, Salta y Tucumán; después del castellano es la segunda lengua del país más difundida [cita requerida]y la lengua indígena más importante de América[cita requerida], ya en 1971 tenía 855 000 hablantes a los que habría que sumarles unos setenta mil posibles en Salta.[13]
- El quichua santiagueño: de la familia quechua II C (o quechua wanp'una meridional). Distinto del quechua boliviano, con una similitud lexical del 81 % con este. Hablado por cien mil personas, según datos de Censabella (1999), aunque otras estimaciones elevan la cifra a ciento cuarenta mil[17] o ciento sesenta mil[18] hablantes[10] en la provincia de Santiago del Estero (departamentos de Figueroa, Moreno, Robles, Sarmiento, Brigadier J. F. Ibarra, San Martín, Silipica, Loreto, Atamisqui, Avellaneda, Salavina, Quebrachos, Mitre, Aguirre, parte del departamento Taboada a lo largo del río Salado), sudeste de la provincia de Salta y Buenos Aires. Existe una cátedra para su estudio y conservación en la Universidad Nacional de Santiago del Estero. El cálculo más pequeño habla de un mínimo de sesenta mil hablantes en el año 2000.[13][19] Sus hablantes se componen de una población criolla que en la actualidad no se autoreconoce como indígena (aunque admite un pasado indígena).[20]

### Lenguas tupí-guaraníes

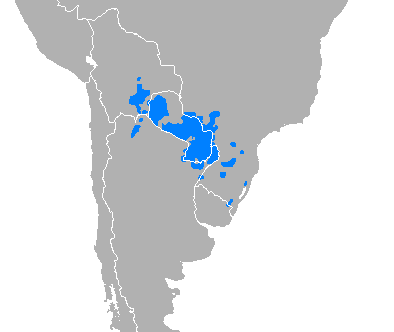
Distribución del idioma guaraní en América del Sur.

En las provincias de Corrientes, Misiones, Chaco, Formosa, Entre Ríos, la Ciudad Autónoma de Buenos Aires y la Provincia de Buenos Aires donde los dialectos del idioma guaraní argentinos son hablados o conocidos por cerca de un millón de personas, incluyendo inmigrantes paraguayos que hablan el guaraní paraguayo o el jopará (2005). En Corrientes, en donde se habla el dialecto guaraní argentino se decretó en 2004 la cooficialidad de la lengua guaraní y su uso obligatorio en la enseñanza y gobierno.
- El chiripá, tsiripá, txiripá, nhandeva, ñandeva, avakatueté o apytare, dialecto apapocuva: lengua de la familia tupí guaraní, subgrupo I. Unos pocos hablantes en la provincia de Misiones y entre inmigrantes paraguayos.
- El mbyá, mbua, guaraní oriental argentino o mbyá: de la familia tupí-guaraní, subgrupo 1. Similitud léxica de un 75 % con el guaraní paraguayo. En 2002 contaba con unos tres mil hablantes en la provincia de Misiones.[13]
- El guaraní occidental argentino, guaraní oriental boliviano, chawuncu o chiriguano, dialectos chané e izoceño: de la familia tupí-guaraní, subgrupo 1. Unos quince mil hablantes en las provincias de Salta y Formosa.[19]
- El guaraní correntino o guaraní argentino: perteneciente a la familia tupí-guaraní. Hablado (junto al castellano) por hasta un 70 % de la población de origen de la provincia de Corrientes[10] (alrededor de trescientos cincuenta mil personas).[20] El gobierno correntino decretó en 2004 la cooficialidad de la lengua guaraní y su uso obligatorio en la enseñanza y gobierno, aunque aún no ha sido reglamentado.
- El kaiwá, caingua, caiwá o kayova, llamado pai tavyterá en Paraguay: de la familia tupí-guaraní, subgrupo 1. Hablado por no más de quinientas diez personas en la provincia de Misiones.[13]
- El tapieté, guarayo, guasurangue, tirumbae, yanaigua o ñanagua: de la familia tupí-guaraní, subgrupo 1, hablado por unas cien personas de una aldea cercana a Tartagal en Salta.[13]

### Mapudungun
El mapudungun, araucano, mapuchedungun, chedungun, mapuche o mapudungu, dialectos: pehuenche, nguluche, huilliche, ranquelche: una lengua aislada con aproximadamente cuarenta mil a cien mil hablantes en las provincias de Neuquén, Río Negro, Chubut y Santa Cruz en el año 2000.

### Aimara
Aimara central: lengua del grupo aimara, hablada por treinta mil habitantes de Jujuy, además de inmigrantes de la puna boliviana y de Perú.

### Lenguas mataco-guaicurúes
Del grupo mataco o mataguayo:

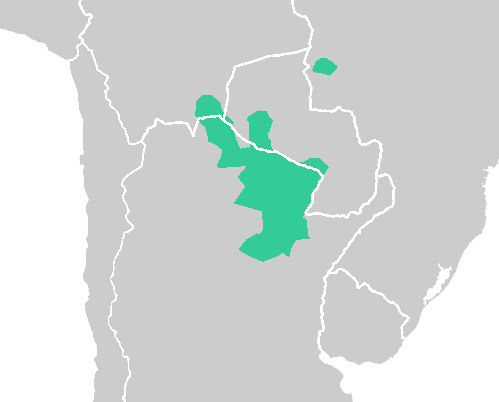
Extensión del dominio de las lenguas mataco-guaicurú.

- Chorote iyojwa'ja, choroti, yofuaha o eklenjuy: de la familia mataco-guaicurú, es un idioma distinto del chorote iyo'wujwa. Hablado en 1982 (no hay datos más recientes) por unas mil quinientas personas en el nordeste de la provincia de Formosa.[13]
- Chorote iyo'wujwa, choroti, manjuy o manjui: de la familia mataco-guaicurú. Cuenta con unos 800 hablantes en 1982,[13] 50 % de ellos monolingües, mezclados con los hablantes del chorote iyojwa'ja. Actualmente es hablado por apenas cuatrocientas personas.[19]
- Nivaclé, ashlushlay, chulupi, churupi, chulupie, chulupe, dialectos nivaclé de la selva y nivaclé del río: de la familia mataco-guaicurú, cuenta con unos 200 hablantes en el nordeste de la provincia de Formosa.[13] El término «chulupí» y similares son peyorativos y como la palabra «guaycurú» (que en guaraní significa algo así como ‘bárbaros’) procede de los invasores guaraníes.
- Mataco o wichí lhamtés: dialectos:
  - Wichí lhamtés güisnay, mataco güisnay, güisnay, mataco pilcomayo, o mataco: de la familia mataco-guaicurú, hablado por unas quince mil personas en el área del río Pilcomayo, provincia de Formosa.[13] El término «mataco» para designar las lenguas y los pueblos wichí es peyorativo y procede de los invasores hablantes de runa simi (hablantes de quechua).
  - Wichí lhamtés nocten, mataco nocten, nocten, noctenes u oktenai: de la familia mataco-guaicurú, hablado por alrededor de cien personas en la frontera noreste del país, hasta la zona de Clorinda.[13]
  - Wichí lhamtés vejoz, mataco vejoz o vejos, dialecto vejoz del Bermejo: de la familia mataco-guaicurú. Cuenta con unos veinticinco mil hablantes distribuidos en las provincias de Chaco y Formosa.[13] Su área de influencia, en general, se encuentra al oeste de la del Toba, a lo largo del curso superior del río Bermejo y en el río Pilcomayo. No es inteligible con otros lenguajes del Chaco, y se lo habla también en Bolivia.

Del grupo guaicurú:
- Mocoví, mocobí o mbocobí: de la familia mataco-guaicurú. En el año 2000 había unos 4530 hablantes en Formosa, el sur del Chaco y el noreste de la provincia de Santa Fe.[13] Para 2008 la cifra había pasado peligrosamente hasta tres mil o cinco mil personas.[10]
- Pilagá o pilaca: de la familia mataco-guaicurú, dialectos toba-pilagá (toba del Oeste o sombrero negro) y chaco pilagá (toba del Sur): de la familia mataco-guaicurú, hablado por unas dos mil a cinco mil personas en las cuencas de los ríos Pilcomayo y Bermejo, provincias de Formosa y Chaco.[10] En 2004 era hablada por cuatro mil personas.[13]
- Qom, chaco sur, qom, toba qom o toba sur, dialectos toba del Sudeste y toba del Norte: del grupo mataco-guaicurú. Hablado en el año 2006 por cuarenta mil a sesenta mil personas de la etnia kom'lik en el este de las provincias de Formosa y del Chaco.[10] Diferente del toba-pilagá y del toba maskoy hablado en Paraguay. En 2000 era hablada por 21 410 indígenas (19 800 en Argentina).[13]

### En peligro de extinción
- Chaná, lengua de la familia charrúa o charruana, cuyos idiomas desaparecieron hacia inicios de siglo XIX al oeste del río Uruguay, sucediendo lo mismo hacia 1830 al este del mismo río. Sin embargo, a mediados de 2005 un habitante de la ciudad entrerriana de Nogoyá dio a conocer que conservaba por transmisión oral familiar la lengua chaná, y mencionó más de doscientos cincuenta vocablos y frases, entre ellas todas las palabras charrúas y chanás conocidas.

## Lenguas extintas

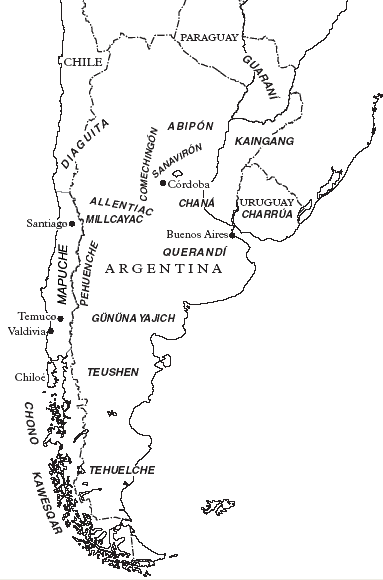
Distribución aproximada de lenguas en el extremo meridional de Sudamérica en tiempos de la Conquista.

Además de las lenguas indígenas sobrevivientes, antes del contacto con los europeos y durante algún tiempo durante la conquista de América en Argentina se hablaron además las siguientes lenguas, que la actualidad están extintas:
- Abipón: de la familia mataco-guaicurú, hablado por los abipones, y relacionado con el kadiweu, no parecen quedar hablantes vivos de esta lengua.
- Cacán, calchaquí, cacano o diaguita: lengua hablada por los pazioca («diaguitas»). Lengua no clasificada por falta de información.
- Chané: de la familia arawakana, sin clasificación de subgrupo.[cita requerida] Se lo ha comparado con el guana o kashika del Paraguay, o con el terena de Brasil, pero ambos son distintos. Se habló en la provincia de Salta, hace unos trescientos años. El grupo étnico es llamado izoceño, y ahora habla guaraní occidental.
- Kunza, cunza, likanantaí, lipe, ulipe, o atacameño lengua de la etnia atacameña (lickan-amtay), extinto también en Chile. A falta de más información se considera una lengua aislada.
- Henia-camiare o hênia-kamiare: hablada por la etnia del mismo nombre más conocida como comechingones. No hay elementos suficientes para establecer su pertenencia a alguna familia.
- Querandí: lengua de los antiguos pampas también conocidos como querandíes. Su existencia como única lengua es especulativa. Las pocas palabras conocidas se han intentado relacionar con el puelche y con lenguas chon.
- Allentiac y millcayac, lenguas pertenecientes a la familia huarpe (nombre que también suele darse a la primera), habladas otrora en la región de Cuyo. La escasez de elementos remanentes impide intentar una clasificación de mayor rango.
- Lule-toconoté: considerado de la familia lule-vilela, algunos autores afirman que lule y toconoté no serían la misma lengua, hablada por pueblos que habitaban en parte del territorio de la actual provincia de Santiago del Estero, y en parte migraron hacia el Chaco a mediados del siglo XVII.
- Ona, aona, selknam o shelknam: de la familia chon, extinta en la década de 1990 o en la de 2000.
- Puelche, tehuelche septentrional, gennaken o pampa: lenguaje aislado, posiblemente con un parentesco remoto con las lenguas chon. Rodolfo Casamiquela trabajó con sus últimos hablantes a mediados del siglo XX.
- Yagán, yámana o háusi-kúta (también yaghan, yagán, yagana): lengua hablada por los aborígenes de las zonas litorales meridionales del archipiélago fueguino. Se extinguió en la Argentina a inicios de siglo XX, aunque se conservan un gran diccionario elaborado por Thomas Bridges y algunas importantes palabras en la toponimia como Ushuaia, Lapataia, Tolhuin, etc. Su última hablante nativa en Chile fue Cristina Calderón.
- El guaraní misionero se habló en el área y tiempo de influencia de las misiones jesuíticas, entre 1632 y 1767, desapareciendo definitivamente hacia 1870, pero habiendo dejado importantes documentos escritos.
- Tehuelche, tehuelche meridional o aonek'o 'a'jen: de la familia chon. En el censo de 1966 se registraron apenas doscientos hablantes en Santa Cruz.[10]
- Vilela: perteneciente a la familia lule-vilela, y extinto en 2011. Lo hablaban unas veinte personas en la ciudad de Resistencia, provincia del Chaco.